# Krešimir Barišić
Velečasni Krešo Barišić (Jajce, 27. srpnja 1907. − Krnjeuša, 9. kolovoza 1941.), hrvatski katolički svećenik iz BiH. Jedan od prvih ubijenih katoličkih svećenika na području Hrvatske i BiH.

## Životopis
Rodio se 1907. u Jajcu, od roditelja Mate i Ane r. Šarić. U trapističkom sirotištu kod Banje Luke školovao se i odrastao. Za svećenika se zaredio 1933. godine (30. srpnja 1933. u trapistima). Potom je bio vjeroučitelj odnosno katehet u istom trapističkom sirotištu do 17. listopada 1936. godine kad je prešao u dijecezanske (biskupijske) svećenike. Prva župa u kojoj je bio duhovnikom bila je Krnjeuša, a za župnika Krnjeuše imenovan je 1937. godine. Ubijen je u pokolju 9. kolovoza 1941. godine. Partizanski srpski pobunjenici su ga uhvatili, strahovito mučili, izmasakrirali tako što su mu "odrezali neke dijelove tijela te još živa ubacili u zapaljenu župnu crkvu u Krnjeuši u kojoj je izgorio čitav osim bedara koja su pronađena kasnije na mjestu izgorjele crkve."
Istog je dana ubijen Ivan Skender, sjemeništarac Banjalučke biskupije, koji je imao 12 godina u času ubojstva, bio je najmlađa žrtva među svim stradalim crkvenim osobama u Crkvi među Hrvatima uopće.
U organizaciji Komisije Hrvatske biskupske konferencije i Biskupske konferencije Bosne i Hercegovine za hrvatski martirologij održan je u Zagrebu 25. i 26. travnja 2012. Međunarodni znanstveni skup „Hrvatski mučenici i žrtve iz vremena komunističke vladavine“. Na njemu je vojni biskup mons. Tomo Vukšić održao predavanje o stradanjima crkvenih osoba iz BiH u kojemu je, između ostalog, iznio podatke, zapažanja i prijedloge pod vidom traženja mogućih svetaca među njima. S obzirom na dostupnost podataka, predložio je da se razmisli beatifikaciji ovih osoba:" fra Stjepana Barišića, župnika u Podhumu, člana „Bosne Srebrne“, koji je prije pogubljenja tražio da mu bude dopušteno izmoliti brevijar, što je i učinjeno, te je nakon toga ubijen; don Antu Zrna, župnika u Viru, svećenik Mostarske biskupije, koji je prema svjedočenju očevidaca, u dubrovačkom zatvoru prije pogubljenja bio smiren i samo se Bogu molio; fra Valentina Zovka i fra Andriju Topića, župnika i kapelana na Kočerinu, članova Hercegovačke provincije, koji su se prije pogubljenja, prema iskazu svjedoka, jedan pred drugim ispovjedili; don Jakova Barišića, župnika u Gradačcu, svećenika Sarajevske nadbiskupije, od kojega je traženo da se odrekne vlastite vjere i pripadnosti svom narodu što je on odbio te je bio ubijen na vrlo okrutan način, kao i don Ivicu Čondrića, kateheta i kapelana u Sarajevu, također svećenika Sarajevske nadbiskupije, kojemu je bilo ponuđeno da napusti svećeničku službu a zauzvrat bi bio oslobođen, što je on odbio te bio osuđen na smrt i strijeljan; don Maksimilijana Nestora, župnika u Drvaru, i don Antu Dujlovića, župnika u Gumjeri, svećenici Banjalučke biskupije, koji su se svjesno izložili smrtnoj opasnosti radi duhovnoga dobra vjernika i bili ubijeni, kao i don Krešimira Barišića, župnika u Krnjeuši, svećenika iste biskupije, koji je, bez obzira na opasnost, ostao s vjernicima, bio uhvaćen, izmasakriran i živ ubačen u zapaljenu crkvu.“"
21. prosinca 2014. Sveta Stolica pokrenula je proces beatifikacije četvorice svećenika Banjolučke biskupije koji su ubijeni početkom i tijekom Drugoga svjetskog rata, župnika u Gumjeri kod Prnjavora Antuna Dujlovića, župnika u Drvaru Waldemara Maksimilijana Nestora, župnika u Krnjeuši kod Bosanskog Petrovca Krešimira Barišića i župnika u Bosanskom Grahovu Jurja Gospodnetića.